# Ibrahim Hélou
Ibrahim Hélou (* 27. März 1925 in  Wadi Jezzine, Libanon; † 3. Februar 1996) war ein libanesischer Erzbischof der  Maronitischen Kirche und Bischof von  Sidon.

## Leben
Ibrahim Hélou wurde am 22. Dezember 1951 zum Priester geweiht. Am 12. Juli 1975 erhielt er die Ernennung zum Bischof von Sidon und empfing am 23. August 1975 von Erzbischof Anton Peter Khoraiche, dem Maronitischen Patriarchen von Antiochien und dem ganzen Orient, die Bischofsweihe. Ihm assistierten als Mitkonsekratoren Erzbischof Elie Farah von Zypern und Bischof Joseph Merhi CML von Kairo. 
1985 wurde er von Papst Johannes Paul II. als Apostolischer Administrator für das Maronitische Patriarchat von Antiochien eingesetzt. In dieser Eigenschaft war er auch Präsident der Bischofskonferenz der libanesischen Patriarchen und Bischöfe. Zur Anerkennung dieser, bis 1986, geleisteten Arbeit ernannte ihn der Papst am 7. Mai 1986 zum Erzbischof „ad personam“. Bis zu seinem Tod am 3. Februar 1996 war er Bischof von Sidon. Er war Mitkonsekrator bei
- Georges Abi-Saber OLM zum Bischof von Latakia,
- Georges Scandar zum Bischof von Baalbek und Zahlé,
- Émile Eid zum Titularbischof von Sarepta dei Maroniti als römischer Kurienbischof,
- Abdallah Bared zum Titularbischof von Tarsus dei Maroniti als Weihbischof im Maronitischen Patriarchat von Antiochien,
- Béchara Boutros Raϊ OMM zum Titularbischof von Caesarea Philippi als Weihbischof in Antiochien
- Paul-Emilie Saadé zum Titularbischof von Apamea in Syria dei Maroniti als Weihbischof in Antiochien und
- Antoine Torbey zum Bischof von Latakia.